# Gregor Vinzenz Richter
Gregor Vinzenz Richter (* 22. Januar 1927 in Klein-Röhrsdorf, Kr. Löwenberg, Niederschlesien; † 19. Oktober 2002 in Stuttgart) war ein deutscher Archivar und Historiker.

## Leben
Gregor Richter war der Sohn von Maria Richter, geborene Dittrich, und des Landwirts Johann Richter. Er war katholisch und studierte von 1951 bis 1955 Geschichte und Germanistik an der Universität Jena. Von 1955 bis 1957 absolvierte er den Vorbereitungsdienst als Diplom-Archivanwärter (Referendar) am Hauptstaatsarchiv Weimar und Institut für Archivwissenschaft (Potsdam) bis Staatsprüfung für den wissenschaftlichen Archivdienst. Nach der Promotion 1956 zum Dr. phil. bei Friedrich Richard Schneider war er von 1958 bis 1960 war er Referent am Landeshauptarchiv Weimar. 1960 floh er nach Westberlin. Ab 1960 arbeitete er im Hauptstaatsarchiv Stuttgart. Von 1969 bis 2002 war er ordentliches Mitglied der Kommission für geschichtliche Landeskunde in Baden-Württemberg.
Richter leitete von 1974 bis 1979 das Staatsarchiv Sigmaringen. Er war von 1979 bis 1984 stellvertretender Leiter und ab 1985 Präsident der Landesarchivdirektion von Baden-Württemberg.
Er erhielt das Verdienstkreuz am Bande des Verdienstordens der Bundesrepublik Deutschland (1988) und den Titel Professor des Landes Baden-Württemberg (1991).
Gregor Richter war seit 1952 mit Marianne Richter, geborene Prenzel, verheiratet und hatte drei Kinder (Thomas, Barbara und Bernhard).

## Schriften (Auswahl)
- Die ernestinischen Landesordnungen mit besonderer Berücksichtigung der Entwicklung im Herzogtum Sachsen-Weimar. Jena 1956. OCLC 831099432.
- Die ernestinischen Landesordnungen und ihre Vorläufer von 1446 und 1482. Köln 1964. OCLC 720316580.
- Lagerbücher- oder Urbarlehre. Hilfswissenschaftliche Grundzüge nach württembergischen Quellen. Stuttgart 1979, ISBN 3-17-005296-9.
- mit Hermann Bannasch und Andreas Maisch: Archivrecht in Baden-Württemberg. Texte, Materialien, Erläuterungen. Stuttgart 1990.
- Kleinröhrsdorf Kreis Löwenberg. Chronik eines schlesischen Dorfes. Stuttgart 1997. OCLC 76410854.